# Борисов, Дмитрий Викторович
Дмитрий Викторович Борисов (25 июля 1977) — российский футболист, выступавший на позиции полузащитника. Провёл 1 матч в российской Высшей лиге.

## Карьера
Профессиональную карьеру начал в московского «Локомотиве» в 1995 году, однако выступал за фарм-клуб в Третьей Лиге и во Втором дивизионе. За 3,5 сезона провёл 109 матчей за дублирующий состав. В 1998 году провёл полгода в аренде в белорусском «Гомеле». В 1999 году провёл 1 матч за ярославский «Шинник», 17 апреля того года в выездном матче 3-го тура против московского «Спартака», выйдя на 70-й минуте матча на замену Фёдору Тувину. После окончания футбольной карьеры работал детским тренером в «Локомотиве»